# Светски дан папагаја
Светски дан папагаја се обележава сваког 31. маја.

## Историјат
Светски дан папагаја је покренуо Светски фонд за папагаје 2004. године са циљем указивања важности ових птица у дивљини и њихове потребе за заштитом. Губитак станишта, климатске промене и трговина дивљим животињама су неке од главних претњи по папагаје.
Данас у свету постоји око триста педесет врста папагаја, а скоро половина је угрожена. Отприлике четвртина свих врста је критично угрожена. Уништавање природног пребивалишта, лов и илегална трговина су разлози због којих су поједине врсте постале угрожене.